# Чернецовы (дворянский род)
Чернецовы — казачий и дворянский род станицы Калитвенской Донецкого округа Области Войска Донского.
Родоначальник дворянской ветви, Чернецов Иван,сотник, в податном состоянии он и его предки никогда не были, его сын Николай Иванович Чернецов, прозывавшийся по простонародному Губаревым(1799-04.01.1834 г.), казак с 01.01.1816 ,с 1817-урядник, с 11.11.1828-хорунжий, с 21.09.1833-сотник — Донской конно Артелер.№ 2 роты. Его супруга Анна Козьминична в девичестве Ерофеева, брак заключен в Дмитриевской церкви ст. Калитвенской 31.01.1813 запись под № 17.
Поручители: казаки Максим Белоусов и Никифор Чернецов). За Анной Козьминичной имущество родовое 87 душ и мукомольный завод в Донецком округе. У Николая Ивановича и Анны Козьминичны сын Алексей Николаевич(13.03.1818-1864 г.,крещен 14.03.1818 г., воспреемники: урядник Максим Попов и урядничья дочь Марфа Чернецова)-казак с 01.01.1837,из ФС 1843 года -Донской конно-Арттиллер.№ 8 батареи урядник, хорунжий, потомственный дворянин с 05.10.1852 г., казак станицы Калитвенской и дочь Пелагея Николаевна. .Жена Алексея Николаевича — Любовь Ивановна (?-1852 г.). У Алексея Николаевича и Любови Ивановны три сына и две дочери: Николай(18.02.1840-?)казак, дворянин с 19.05.1909 г., у него сын Александр, так же дворянин с 19.05.1909 г.;
```
Иван
 (28.09.1842- 09.08.1884)казак, сотник;

Герман
(28.07.1844-до 12.09.1912 г.), рождение записано в Метрической Книге  Рождество-Богородицкая церкви, Свердликова, Умань, Киев, Украина-жена Германа 
Капитолина Федоровна
, дочь коллежского регистратора 
Маслова
; 
```

Ольга (11.07.1838-?)в браке с 15.04.1857 г. с Черновым Василием Ефимовым (1834-?);
и Евдокия(25.05.1841-?).
У Германа Алексеевича и Капитолины Федоровны сыновья:
Владимир (08.07.1876-?);
Анатолий (25.09.1879-?)-служитель Донской контрольной палаты;
дочь-Любовь (06.04.1880-?).
Чернецов Герман Алексеевич владелец каменного дома в г. Новочеркасске. В 1908 году Герман Чернецов продал свое владение.
В 1912 г. избиратель в Гос. Думу в г. Новочеркасске, имеющий промышленное предприятие.
1912 -Чернецов Герман Алексеевич исключен за смертью из списка избирателей в Гос. Думу 4-го созыва 1-го съезда по Новочеркасску и Черкасскому округу- Донские Областные Ведомости № 72 от 12 сентября, стр.1-2;
Чернецовы Г. А.,И.А. и Н.А.
РГИА Ф:577;ОП:23;Д:823;Губ: Область Войска Донского;
Герман Алексеевич, войсковой старшина. Участник Русско-турецкую войну 1877—1878 гг.
У Николая Ивановича и Анны Козьминичны дочь Пелагея Николаевна (1816-после 1873 г.), муж Пелагеи Николаевны — Молодикин Иван Яковлевич (26.08.1811-после 1873 г.)-с 1832 урядник,10.02.1851-хорунжий,1857-1859 — сотник, есаул с 19.06.1859,личный дворянин. У Пелагеи Николаевны и Ивана Яковлевича сыновья:
Николай (1840-?);
Яков (около 1844-25.05.1865 г.);
Андрей (09.08.1853-?)- жена дочь дворянина Анастасия Александровна Дюрон;
Петр (1839—1885 г.)-урядник;
дочь Анна (1837-?) замужем с 06.11.1859 г. за хорунжим Грибовым Григорием Акимовичем (1824-?)- вторая жена.

## Другие представители
- Григорий Чернецов (1750—20.10.1814 гг.), поручик,
- Чернецов, Василий Михайлович (1890—1918) — казак станицы Калитвенской. Участник Первой мировой и гражданской войн. Активный участник Белого движения на Юге России. Командир и организатор первого белого партизанского отряда. Кавалер многих орденов, обладатель Георгиевского оружия.